# نینا سولدانو
نینا سولدانو (ایتالیایی: Nina Soldano؛ زادهٔ ۲۶ مارس ۱۹۶۳) بازیگر اهل ایتالیا است.
از فیلم‌ها یا برنامه‌های تلویزیونی که وی در آن نقش داشته‌است، می‌توان به افسون، از روی درماندگی، جولیا، پاپریکا و من و پادشاه اشاره کرد.